# Guillaume Perreault
Pour les articles homonymes, voir Perreault.
Guillaume Perreault, né en 1985 à Rimouski au Québec, est un illustrateur et bédéiste québécois.

## Biographie
Après des études en design graphique à la cité collégiale d'Ottawa, Guillaume Perreault travaille dans différentes agences de publicité et de graphisme durant quelques années avant de se consacrer à temps plein à l'illustration, tant pour le milieu de la publicité que pour celui de l'édition jeunesse. En 2014 il signe Cumulus sa première bande dessinée.
En 2015, Guillaume va à la rencontre de la Fabrique culturelle, pour présenter sa démarche de travail derrière la conception des outils promotionnels de la huitième édition du Festival de l'Outaouais Émergent.
Sa bande dessinée jeunesse Le facteur de l'espace est publiée en 2016. Elle est « Pépite des lecteurs » du Salon du livre et de la presse jeunesse. En 2017, elle est finaliste du prix Bédélys jeunesse, et finaliste du Prix des libraires du Québec catégorie Québec - Jeunesse. Elle figure dans la « Bibliothèque idéale » du Centre national de la littérature pour la jeunesse (BnF).
Selon Patrick Isabelle en 2017 dans Lettres Québécoises, Guillaume Perreault est « un incontournable de la littérature jeunesse ».
En 2018, il est lauréat de du Prix des libraires du Québec catégorie Québec - Jeunesse, pour Mammouth Rock qu'il a illustré, sur un texte de Évelyne Payette.
Il publie un deuxième opus de sa BD Le facteur de l'espace en 2019, sous le titre Les pilleurs à moteur , et un troisième en 2022 La faim du monde.
Il est récompensé en 2020 du Prix du Gouverneur général : littérature jeunesse de langue française - illustration pour ses illustrations de l'album Pet et Répète : la véritable histoire, réalisées sur un texte de Katia Canciani.
En 2021, il illustre la BD jeunesse Arnold, le genre de super-héros, en collaboration avec l'autrice Heather Tekavec. Selon La Revue des livres pour enfants, du Centre National de Littérature pour la Jeunesse (CNLJ), l'ouvrage est « un album drôle et touchant, un éloge de la gentillesse et de la bienveillance qui fait mouche. ». L'album est finaliste du Prix des libraires du Québec 2022 catégorie BD Jeunesse Québec. Guillaume Perreault obtient la même année le Prix des libraires du Québec dans la catégorie 6-11 ans Jeunesse Québec pour La soupe aux allumettes, avec Patrice Michaud.

## Œuvres

### Bandes dessinées
- Cumulus, éditions Mécanique Générale, 2014
- Série Le facteur de l'espace, éditions La Pastèque,

1. Tome 1[3], 2016
2. Tome 2 : Les pilleurs à moteur , 2019
3. Tome 3 : La faim du monde, août 2022

- Arnold, le genre de super-héros[10] ( (en)) Arnold the super-ish hero ), texte de Heather Tekavec, traduit de l'anglais (Canada) par Luba Markovskaia, La Pastèque, 2021

### Ouvrages pour la jeunesse
- Les brocolis zombis, Lili Chartrand et Guillaume Perreault (illustrations), La Courte Échelle, 2013
- Série Les vœux secrets, Johanne Gagné et Guillaume Perreault (illustrations), La Courte Échelle

1. Tome 1, 2013
2. Tome 2, 2014

- Comment gagner des sous, Christoper Edge et Guillaume Perreault (illustrations), Parfum d’encre, 2014
- Guide de survie, Dominic Ulric et Guillaume Perreault (illustrations), Parfum d’encre, 2014
- Les bêtises des grands-parents, Louise Tondreau-Levert et Guillaume Perreault (illustrations), Dominique et compagnie, 2014
- La Reine Et-Que-Ça-Saute, Caroline Allard et Guillaume Perreault (illustrations), Fonfon, 2014
- Petit Poulet, Maxime Lapointe et Guillaume Perreault (illustrations), La Bagnole, 2014
- Grand Vent, Petit Vent, Rhéa Dufesne et Guillaume Perreault (illustrations), Les Éditions de l’Isatis, 2014
- Qui es-tu?, Cécile Gagnon et Guillaume Perreault (illustrations), Les Éditions de l’Isatis, 2014
- L’autruche et l’ours polaire, Hélène Blois et Guillaume Perreault (illustrations), Soulières, 2015
- Le bedon de madame Loubidou, Marie-Francine Hébert et Guillaume Perreault (illustrations), Les 400 coups, 2015
- Même pas vrai, Larry Tremblay et Guillaume Perreault (illustrations), Les Éditions de la Bagnole, 2016
- Série Simon , Simon Boulerice et Guillaume Perreault (illustrations), Fonfon

1. Simon est capable, 2016
2. Les règles de Simon,2016
3. Les rimes de Simon, 2016
4. Simon la carte de mode, 2016

- Petite histoire pour effrayer les ogres, Pierrette Dubé et Guillaume Perreault (illustrations), Les 400 coups, 2017
- Série  Mammouth Rock , Evelyne Payette et Guillaume Perreault (illustrations), La Courte Échelle

1. tome 1, 2017
2. De l’autre côté du trou noir, 2022

- Dans mon immeuble, il y a... , Mélanie Perreault et Guillaume Perreault (illustrations), Les 400 coups, 2018
- Pet et Répète : la véritable histoire, texte de Katia Canciani, Fonfon, 2019
- La soupe aux allumettes, texte de Patrice Michaud, Montréal (Québec), Fonfon, 2021

## Prix et distinctions
- 2015 : Finaliste au prix Culturiade de l’Outaouais, Artiste de l’année[13]
- 2016 : Lauréat Pépite des lecteurs France Télévisions (catégorie Petits) du Salon du livre et de la presse jeunesse pour Le facteur de l’espace[4]
- 2017 : Finaliste Prix des libraires du Québec, catégorie 6-11 ans Jeunesse Québec, pour Le facteur de l’espace[14]
- 2017 : Finaliste prix Bédélys jeunesse pour Le facteur de l’espace[5]
- 2017 : Prix Tamarac Express pour Le facteur de l’espace[15]
- 2017 : Lauréat du Prix Culturiade, catégorie Créateur de l'année (littérature et conte) de Culture Outaouais[16]
- 2017 : Lauréat Prix TD de littérature pour l’enfance et la jeunesse pour Même pas vrai, texte de Larry Tremblay[17]
- 2018 : Lauréat Prix des libraires du Québec, catégorie 6-11 ans Jeunesse Québec, pour Mammouth Rock, texte de Evelyne Payette[18]
- 2018 : Lauréat Prix illustration jeunesse, catégorie Petit roman illustré, du Salon du livre de Trois-Rivières, pour Mammouth Rock, texte de Evelyne Payette[19]
- 2019 : Lauréat Prix Tamarac Express pour Mammouth Rock, texte de Evelyne Payette[20]
- 2020 : Lauréat Prix du Gouverneur général : littérature jeunesse de langue française - illustration pour Pet et Répète : la véritable histoire, texte de Katia Canciani[9]
- 2022 : Lauréat Prix des libraires du Québec, catégorie 6-11 ans Jeunesse Québec, pour La soupe aux allumettes, avec Patrice Michaud[12]
- 2022 : Finaliste Prix des libraires du Québec, catégorie BD Jeunesse Québec, pour Arnold, le genre de super-héros, avec Heather Tekavec[11]
- 2023 : Finaliste Prix BD du Salon du livre de Trois-Rivières, catégorie BD Jeunesse, pour Le facteur de l’espace, tome 3 : La faim du monde[21]
- 2023 : Finaliste Prix illustration jeunesse du Salon du livre de Trois-Rivières, catégorie Petit roman illustré, pour Mammouth Rock, tome 2 : De l’autre côté du trou noir[21]
- 2023 : Lauréat Prix des libraires du Québec, catégorie BD jeunesse Québec, pour Le facteur de l'espace, tome 3 : La faim du monde[22]

Deux de ses ouvrages font partie de la « Bibliothèque idéale » du Centre national de la littérature pour la jeunesse (BnF) : Le facteur de l'espace qu'il a écrit et illustré, et Même pas vrai, qu'il a illustré, sur un texte de Larry Tremblay.